# Kreisgericht Luckau (Preußen)
Das Kreisgericht Luckau war ein preußisches Kreisgericht in der damaligen Provinz Brandenburg mit Sitz in der Stadt Luckau.

## Geschichte
In Bezirk des Kreisgerichts Luckau bestanden bis 1849 das königliche Stadtgericht Luckau sowie viele Patrimonialgerichte.
1849 wurden in Preußen einheitlich Kreisgerichte geschaffen. Hierbei wurde die Patrimonialgerichtsbarkeit abgeschafft und die Patrimonialgerichte wurden aufgehoben. Auch die eingangs genannten Gerichte wurden aufgehoben und es entstand das Königliche Kreisgericht Luckau im Sprengel des Appellationsgerichts Frankfurt a. d. Oder. Es war für einen Teil des Kreises Luckau zuständig.
Zuständiges Schwurgericht war das Kreisgericht Cottbus. Am Gericht waren 1870 ein Direktor und neun Kreisrichter eingesetzt. 1870 betrug die Zahl der Gerichtseingesessenen 60.226. Gerichtskommissionen bestanden in Dobrilugk, Finsterwalde und Kirchhain. Gerichtstage wurden in Golssen gehalten.
Im Rahmen der Reichsjustizgesetze wurde das Gerichtswesen in Deutschland 1879 vereinheitlicht. Damit wurde das Kreisgericht Luckau aufgehoben und das königlich preußische Amtsgericht Luckau mit Wirkung zum 1. Oktober 1879 als eines von 12 Amtsgerichten im Bezirk des Landgerichtes Cottbus als Nachfolger gebildet. Auch die Gerichtskommissionen wurden in Amtsgerichte (Amtsgericht Dobrilugk, Amtsgericht Finsterwalde, Amtsgericht Kirchhain) umgewandelt.